# Papírkutyák
A Papírkutyák 2008-as magyar filmvígjáték, melyet Litkai Gergely forgatókönyvéből Gyöngyössy Bence rendezett, Kabay Barna produceri közreműködésével. A két főszereplőt Mucsi Zoltán és Scherer Péter alakítja, párosuk a kései Jancsó-filmekben is a folyton balszerencsés Kapa–Pepe-duón alapul. Ezen szerepükben Gyöngyössy korábbi filmjeiben is feltűntek már, mellékszereplőkként.
Eredetileg 2008-ban kívánták bemutatni, de a premiert 2009. február 19-ére kellett halasztani. A költségvetés körül is számos gond akadt, sőt, a film stábját sokáig ki sem fizették.

## Cselekmény
A dolgok a legritkább esetben alakulnak úgy, ahogy az ember elképzeli.
Kuplung és Csumpi két kisstílű megélhetési bűnöző, akik Kárpátaljáról kerültek Magyarországra. Itt változatos munkákból próbálnak – általában kevés sikerrel – megélni. Jelenleg előzetes letartóztatásban ülnek, és unalmukban felidézik cellatársuknak – a kétméteres és százötven kilós Darabnak – a nagy balhé részleteit, mely idejuttatta őket. 
Az ötlet onnan jött, hogy kirabolják egy pénzmegsemmisítő épület raktárát, amely – reményeik szerint – mind nekik, mind közeli barátaiknak, rokonaiknak elegendő pénzt hozott volna a meggazdagodáshoz. Az akcióhoz megfelelő csapatot is szerveztek maguk mellé: ott volt Jozsó, a tervrajzkezelő, Pista, az infantilis sofőr, Zárzorró, a robbantós-mackós, Trolibusz, a kerekes székes villanyszerelő, és Amanda, az akrobata előadóművész. A terv hibátlannak tűnt, ám a kivitelezésnél akadtak problémák. A nagy balhé éjszakáján ugyanis minden, ami csak balul sülhet el, az balul sült el: a kocsi lerobbant, a biztonsági őr bealtatózott kávéját az őrkutya itta meg, a riasztó bekrepált, s végül egy elhajított cigarettacsikk miatt az épület is leégett. Noha a pénzt sikerült megszerezniük, az végül a telepen felejtett kocsi csomagtartójában maradt. Hőseink ezután verekedésbe keveredtek egy rendőrkocsmában, így jutottak börtönbe. 
Cellatársuk, tudomást szerezve a pénz hollétéről, szabadulása után rögtön érte megy és lelép vele. Vagyis csak lelépne, ha épp akkor nem gázolná halálra egy kamion. Csumpiék társai később megtalálják a pénzt, és elássák egy szántóföldön. Amikor azonban érte mennének, a balekokat  újabb csapás éri: a rejtekhely felett addigra már egy autóút húzódik...
Ezzel egy időben két építőmunkást figyelhetünk meg (kiknek jelenetei indokolatlanul csak fekete-fehérben játszódnak), ők építik a film végére elkészült autóutat. Megtalálják a szántóföldön elásott pénz egy kisebb részét, így ők járnak a legjobban, egészen addig, míg ki nem derül, hogy a lopott pénz mind a forgalomból már kivont forintokból áll.
|  | Itt a vége a cselekmény részletezésének! |

## Szereplők
- Mucsi Zoltán – Kuplung, temperamentumos, szókimondó kárpátaljai magyar, az ész a csapatban
- Scherer Péter – Csumpi, kissé együgyű, mindig falánk kárpátaljai magyar, a csapat másik főembere
- Gesztesi Károly – Trolibusz, Kuplung bátyja, trolibusz sofőr, majd villanyszerelő, mígnem egy súlyos baleset következtében lebénul és kerekesszékbe kerül
- Kálloy Molnár Péter – Jozsó, Csumpiék régi ismerőse, biztonsági őr a pénzmegsemmisítő raktárnál, és annak ismeretéért felel
- Szarvas József – Zárzorró, pánikbeteg lakatos, aki a széf robbantásért és a riasztó deaktiválásáért felel
- Hajdu István (Steve) – Pista, kicsit infantilis, sumák autósoktató, korábbi zeneművész, a csapat sofőrje
- Pikali Gerda – Amanda, Kuplung és Csumpi gyermekkori barátja, akinek hajlékonysága jól jön a raktárba való behatoláskor
- Varga Boglárka – Lilike, Amanda tízéves kislánya
- Szőke András – útépítő munkás, aki a készülő autóúton dolgozik
- Badár Sándor – útépítő munkás, aki az autóút kiépítésén dolgozik
- Növényi Norbert – Olivér, Jozsó társa, biztonsági őr
- Vaskó Géza – Darab, Kuplung és Csumpi cellatársa, akinek a nagy balhé történetét mesélik el
- Molnár Piroska – Erika néni, alsó tagozatos tanítónő, aki 10 millió forinttal rövidíti meg Csumpiékat

## A film készítése
A film címe, a papírkutya szimbólumként is értelmezhető, távolról nagylegénynek tűnő, valójában gyáva embert jelképez, csak a "kutyaság" látszatát kelti, ugat, de nem harap. Pásztor Balázs kritikus szerint az alkotók a címadással félreértelmezték filmjüket, mivel a szereplők amolyan "lúzer" karakterek, szerencsétlenkedők, tehetségtelenek, ám nem gyáva, sőt merésznek mondható alakok.
A film főcímdalát Bebe és Kovács Áron éneklik, a dal címe Papírkutyák, szerzője Fehér Attila. A zenét a kritikák színvonaltalannak tartották, s a filmet is komoly bírálatok érték.

## Fogadtatás

### Kritikai visszhang
Hó Mártonnak az origo.hu-n íródott kritikája úgy jellemzi a filmet, mint „egy wannabe trashmovie balkáni köntösben,” amelyből hiányzik az eredetiség, s leginkább Emir Kusturica stílusát igyekszik meglovagolni. A film története pedig egy „kilencvenes évek óta már sokszor lerágott toposz”. Ezzel kapcsolatban kifogásként hozta fel, hogy a két főszereplőt alakító Mucsi és Scherer már többször hozta ugyanezt a karaktert, ugyanakkor lényegében ők ketten szerepelnek a film legnagyobb részében, miközben a további szereplők – mint például Gesztesi Károly, Kálloy Molnár Péter vagy Molnár Piroska, akik szintén húzónevek a magyar színművészetben – csak elenyésző és jellegtelen szerepekhez jutnak. Ezzel kapcsolatban egy másik vélemény is megjegyzi: „Amit nem tud a rendező, azt tudják a színészek. Így a film legviccesebb és legszórakoztatóbb jeleneteit is nekik köszönhetjük.”
A Port.hu-n íródott kritika viszont Guy Ritchie utánzatát véli felfedezni a filmben. A kritika szerint a filmkészítők túlságosan takarékosak voltak az eszközökkel, ugyanakkor nagyon kevés energiát fektettek abba, hogy valóban humoros történetet alkossanak, bosszantó dilettantizmus benyomását keltve. „A csapat hasonlóan áll össze, mint Soderbergh sorozatában, az Ocean's-ekben, csak ők heten vannak (na jó, hét és fél, a gyerek miatt), nem profik, nem néznek ki jól, nem öltöznek jól, és nagyon messze számukra Amerika.”
Pásztor Balázs kritikája szerint a film nem túlzottan vicces, a benne elhangzó obszcén vagy egymást abajgató szövegek, vagy Szőke András és Badár Sándor poénjai nem adnak semmi újat.

### Nézettségi adatok
A nézettségi adatok szerint 81 397 jegyet adtak el rá.